# Giovanny Báez

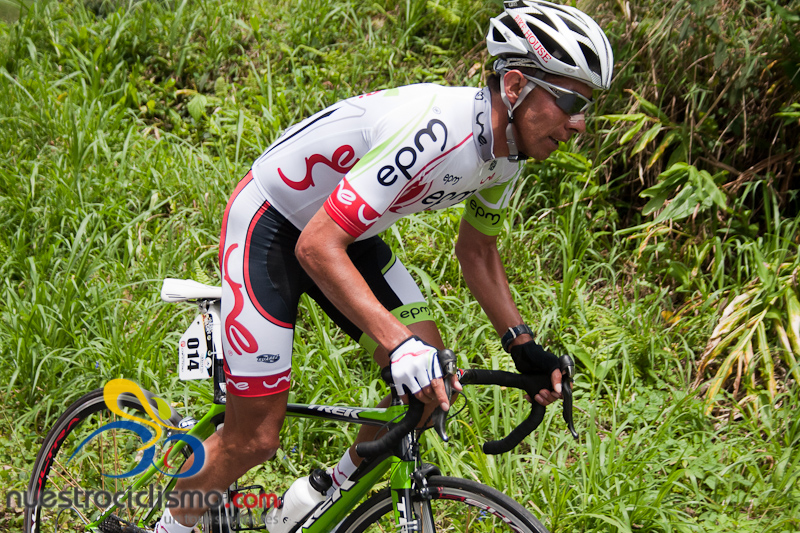
Giovanny Báez (2011)

Giovanny Manuel Báez Álvarez (* 9. April 1981 in Nobsa) ist ein kolumbianischer Radrennfahrer.
Giovanny Báez gewann 2004 eine Etappe bei der Vuelta a Venezuela. Im nächsten Jahr war er auf Teilstücken der Vuelta a León, der Semana Aragonesa und der Cinturó de l’Empordà erfolgreich. Bei letzterer Rundfahrt wurde er auch Erster der Gesamtwertung. 2006 fuhr er für das Radsportteam Atom, wo er den Circuito de Combita und eine Etappe mit Gesamtwertung beim Clásica Club Deportivo Boyacá gewann. Von 2007 bis 2013 fuhr Baez für das kolumbianische Continental Team UNE-Orbitel. In seinem ersten Jahr dort gewann er jeweils eine Etappe bei der Vuelta al Valle und beim Clásica Nacional Ciudad de Anapoima und konnte bei beiden Rennen auch die Gesamtwertung für sich entscheiden.
2008 gewann die Gesamtwertung der Vuelta a Colombia. Im Jahr darauf holte er sich im gleichen Rennen ein Etappensieg. 2010 siegte er auf einer Etappe der Tour de Santa Catarina in Brasilien. Dazu holte sich Baez den Gesamtsieg und zwei Etappen bei der Vuelta a Guatemala. 2011 gewann er erstmals in seiner Karriere bei der Vuelta a la Comunidad de Madrid ein Etappensieg in Europa. 2012 siegte er in der Gesamtwertung bei der Vuelta Mundo Maya. Zudem sicherte er sich eine Etappe.
Aktuell fährt Baez nur noch für kleine regionale Teams in Kolumbien.

## Erfolge
2004
- eine Etappe Vuelta a Venezuela

2005
- eine Etappe Vuelta a León
- Gesamtwertung Cinturó de l’Empordà

2008
- Gesamtwertung Vuelta a Colombia

2009
- eine Etappe Vuelta a Colombia

2010
- eine Etappe Tour de Santa Catarina
- Gesamtwertung und zwei Etappen Vuelta a Guatemala

2011
- eine Etappe Vuelta a la Comunidad de Madrid

2012
- Gesamtwertung und eine Etappe Vuelta Mundo Maya

## Teams
- 2006 Atom
- 2007 UNE-Orbitel
- 2008 UNE-Orbitel
- 2009 UNE-EPM
- 2010 UNE-EPM
- 2011 EPM-UNE
- 2012 EPM-UNE
- 2013 EPM-UNE
- 2014 EBSA Boyacá
- 2015 Indeportes Boyacá